# Ergué-Gabéric
Ergué-Gabéric (bret. An Erge-Vras) – miejscowość i gmina we Francji, w regionie Bretania, w departamencie Finistère.
Według danych na rok 1990 gminę zamieszkiwało 6517 osób, a gęstość zaludnienia wynosiła 163 osoby/km² (wśród 1269 gmin Bretanii Ergué-Gabéric plasuje się na 55. miejscu pod względem liczby ludności, natomiast pod względem powierzchni na miejscu 148.).